# 新分離派
新分離派（しんぶんりは、ドイツ語: Neue Secession）は1910年から1914年の間、ベルリンで展覧会を開いた「表現主義」の画家のグループである。

## 概要
1910年の「ベルリン分離派」の展覧会で27点の「表現主義」の画家の作品が展示を拒絶された後、ゲオルク・タッパート(1880-1957) とマックス・ペヒシュタイン(1881-1955)が中心となって結成された。「新分離派」の最初の展覧会では「ベルリン分離派に拒絶されたアーチスト」の展覧会と宣伝されたが、ベルリン分離派に属していなかったメンバーも出展した。
「新分離派」はドイツに「表現主義」が紹介されるのに役立ち、ベルリンで活動する表現主義の画家の他に、ドレスデンの表現主義画家のグループ「ブリュッケ」のメンバーや、ミュンヘンで活動していた、後に「青騎士」を結成することになるメンバーも加わった。ドイツ以外の国の画家も加わった。
1911年11月に開かれた第4回の展覧会は成功をおさめたが、その頃から更なる分裂が始まり 、会長に再選されなかったマックス・ペヒシュタインが会を脱退し、「ブリュッケ」のメンバーも脱退した。「ミュンヘン新芸術家協会」からワシリー・カンディンスキーらが脱退した後「青騎士」グループは独自のグループ展を開いた。新分離派の最後の展覧会は1914年に開かれた。

## 主なメンバー
- マリアンネ・フォン・ヴェレフキン (1860-1938)
- ワシリー・カンディンスキー (1866-1944)
- エミール・ノルデ (1867-1956)
- オットー・ミュラー (1874-1930)
- アーサー・シーガル (1875-1944)
- Cesar Klein (1876-1954)
- ラウル・デュフィ (1877-1953)
- ガブリエレ・ミュンター (1877-1962)
- オットー・フロイントリッヒ (1878-1943)
- エルンスト・ルートヴィヒ・キルヒナー (1880-1938)
- フランツ・マルク (1880-1916)
- Georg Tappert (1880-1957)
- マックス・ペヒシュタイン (1981-1955)
- ヴィルヘルム・レームブルック (1881-1919)
- Erich Heckel  (1883-1970)
- カール・シュミット＝ロットルフ (1884-1976)
- ボフミル・クビシュタ (1884-1918)

## メンバーの作品

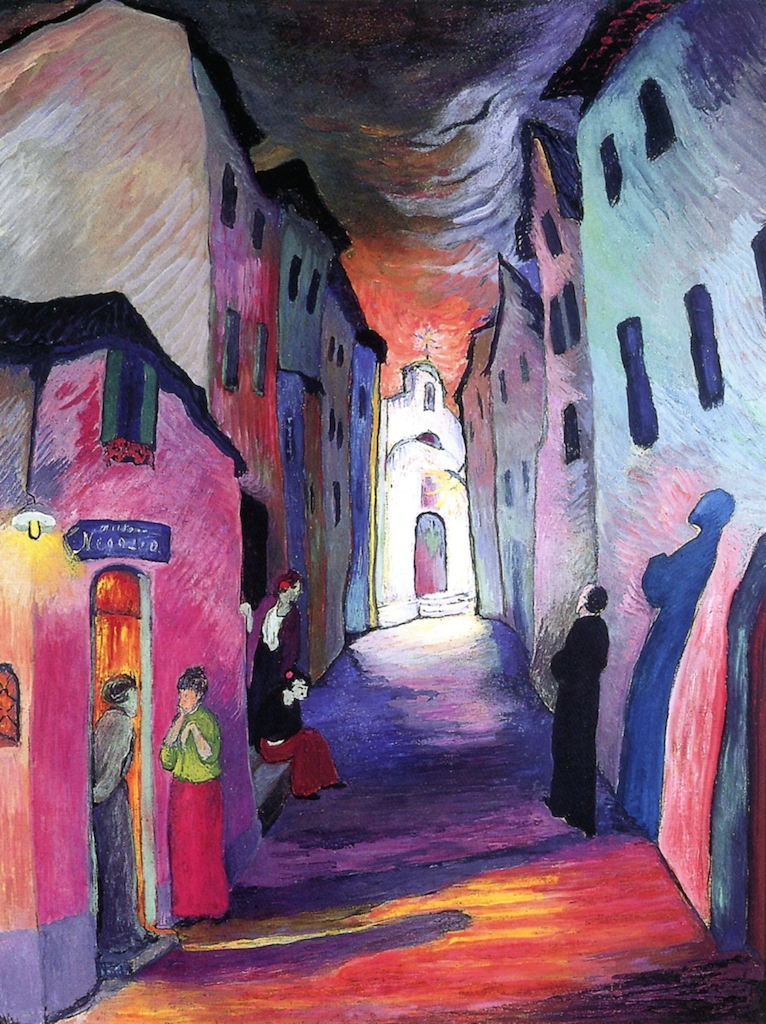
マリアンネ・フォン・ヴェレフキン(1927)
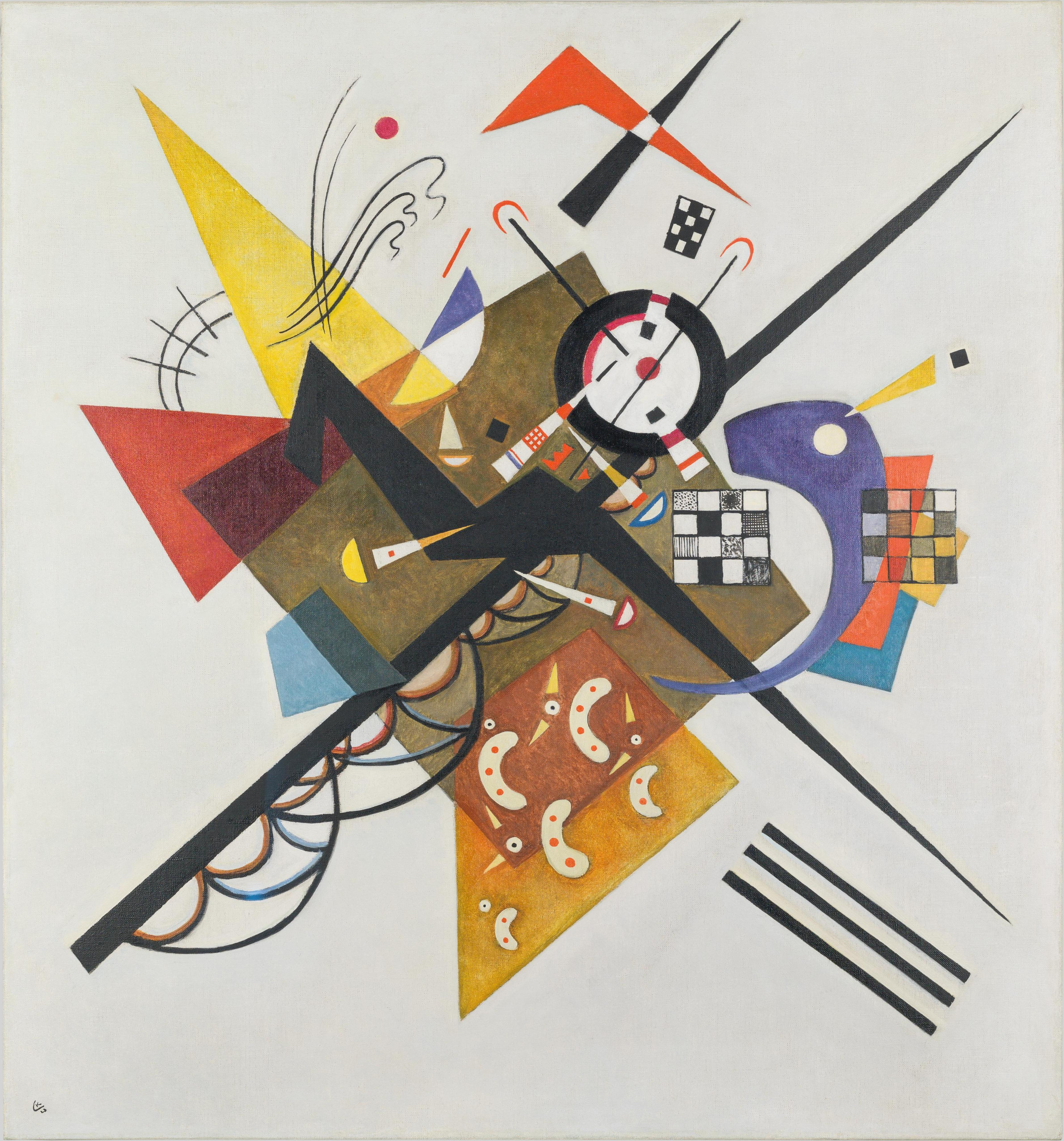
ワシリー・カンディンスキー(1923)
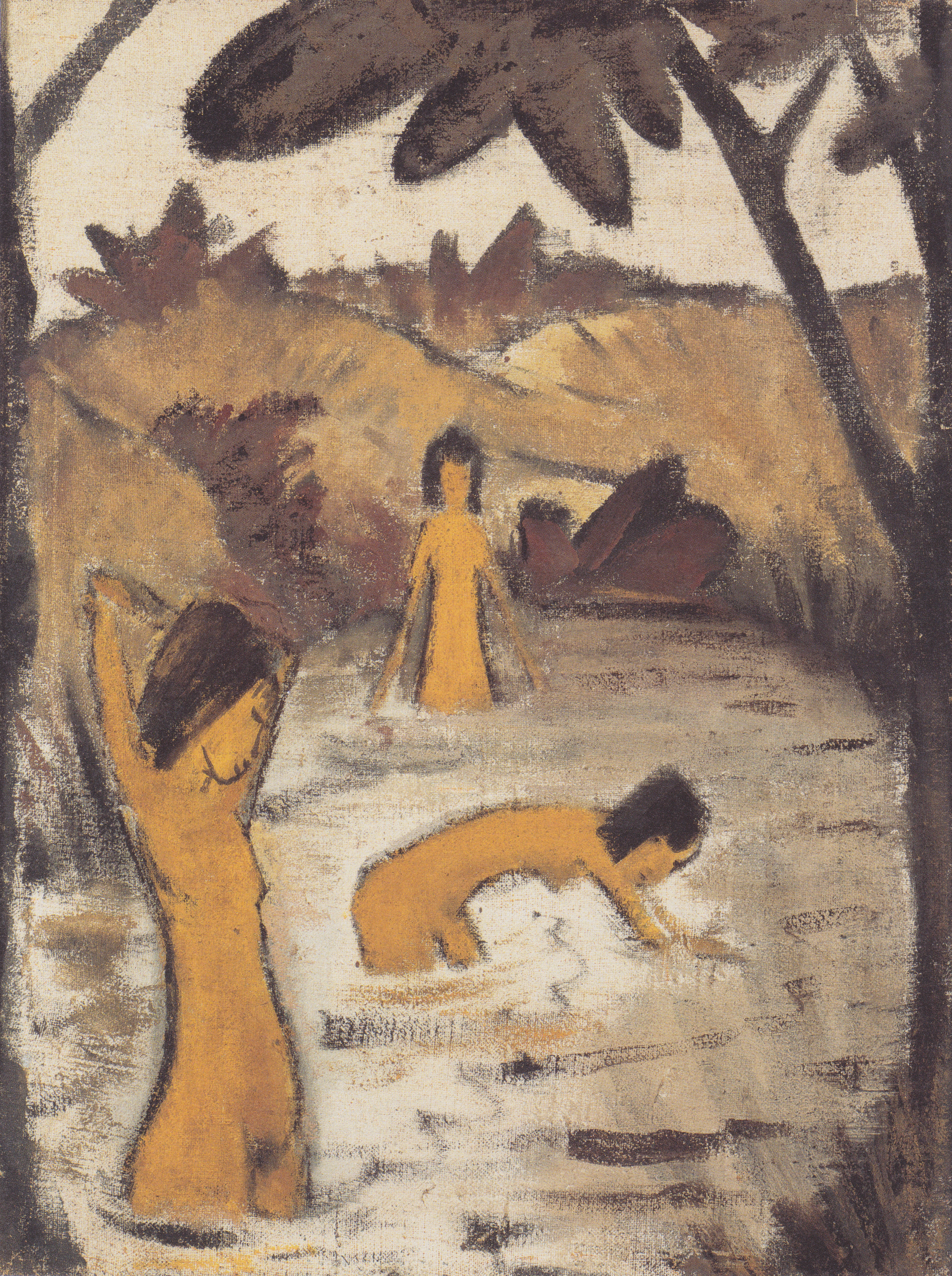
オットー・ミュラー
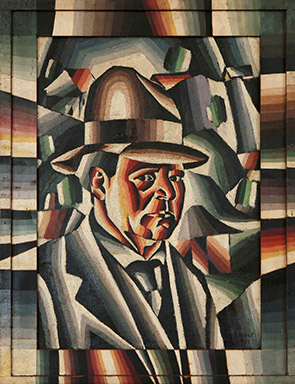
アーサー・シーガル
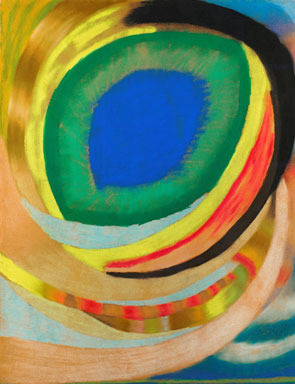
オットー・フロイントリッヒ
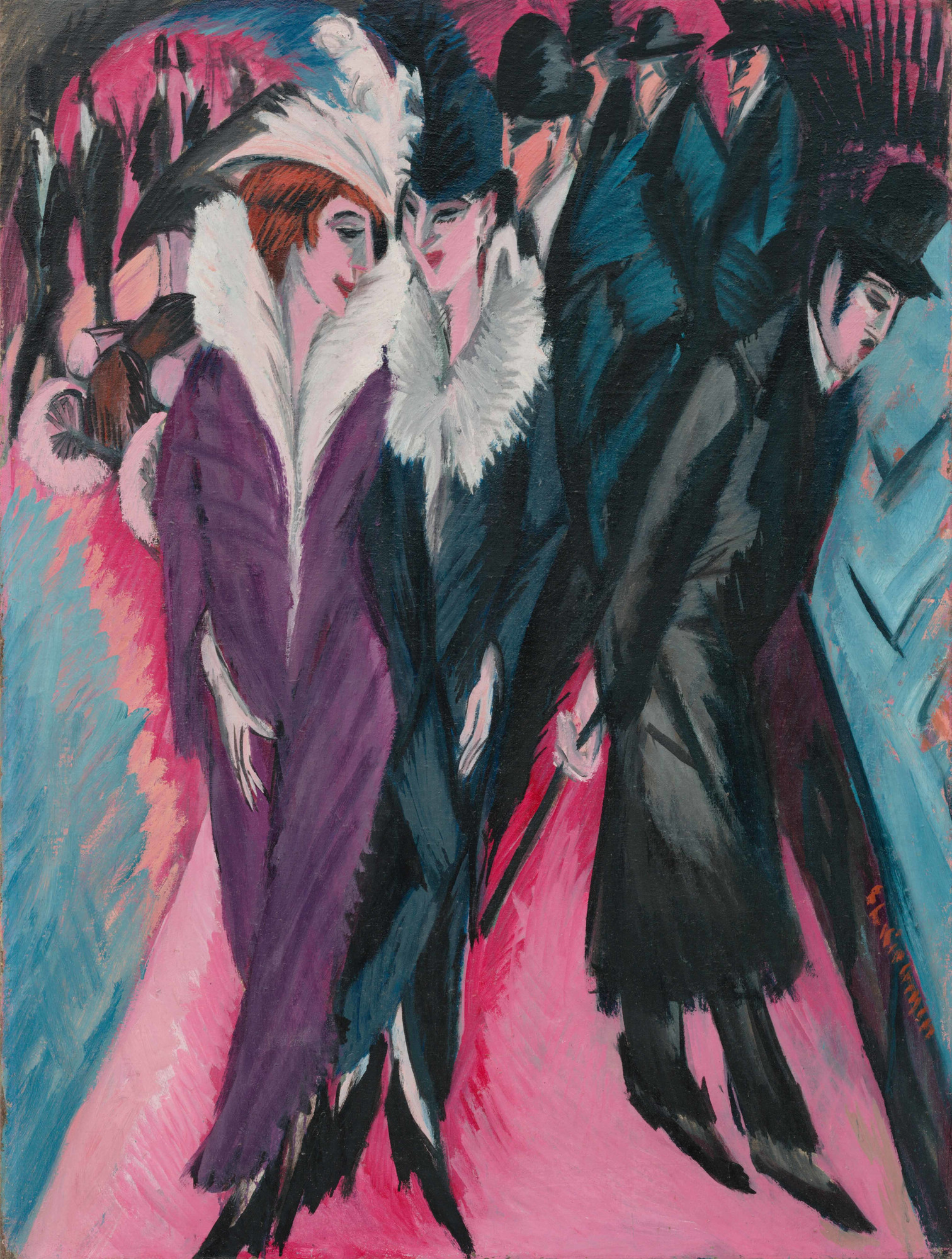
エルンスト・ルートヴィヒ・キルヒナー
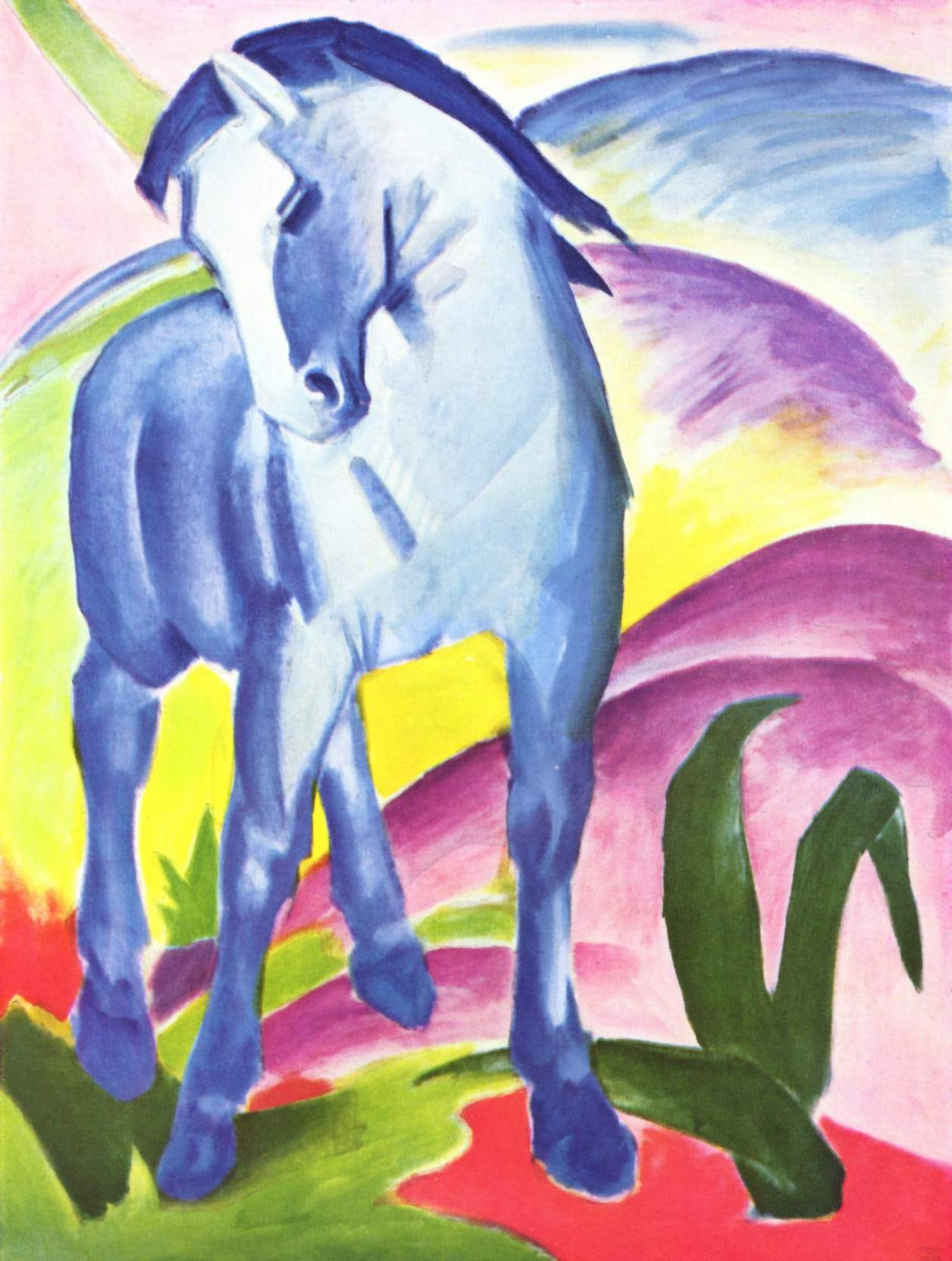
フランツ・マルク
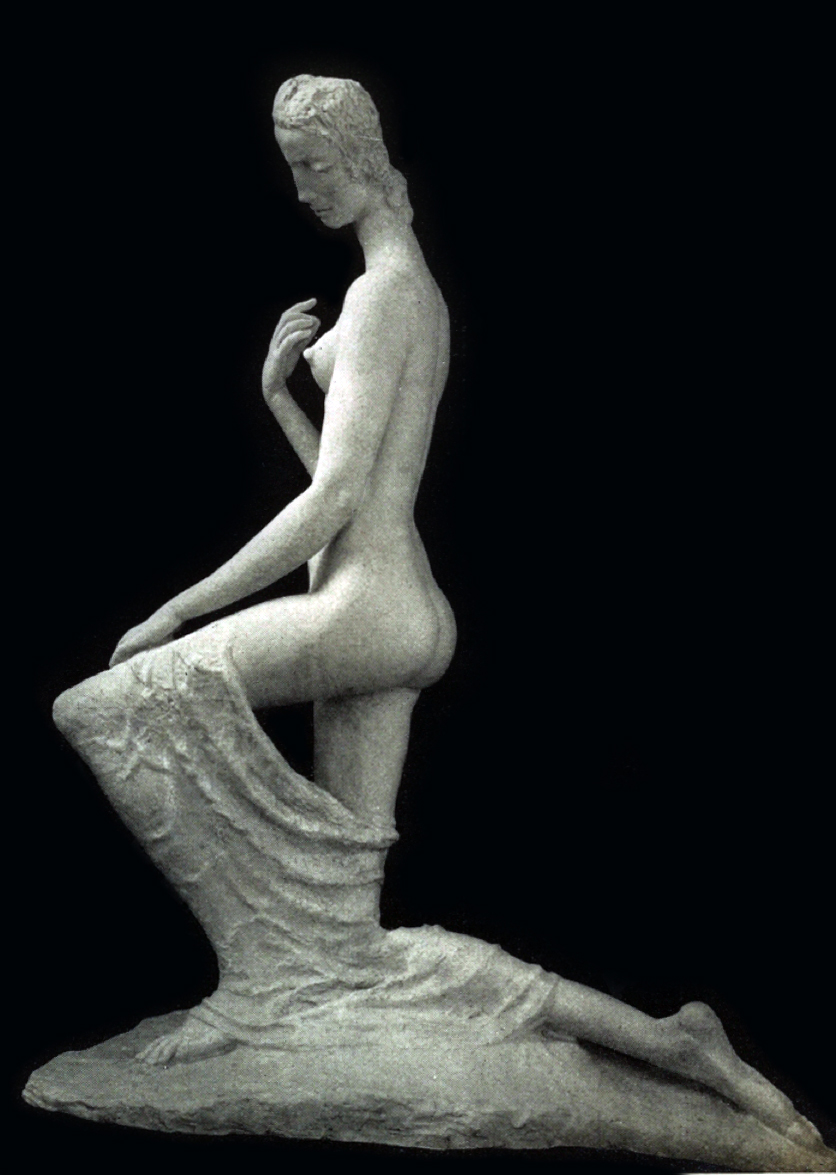
ヴィルヘルム・レームブルック
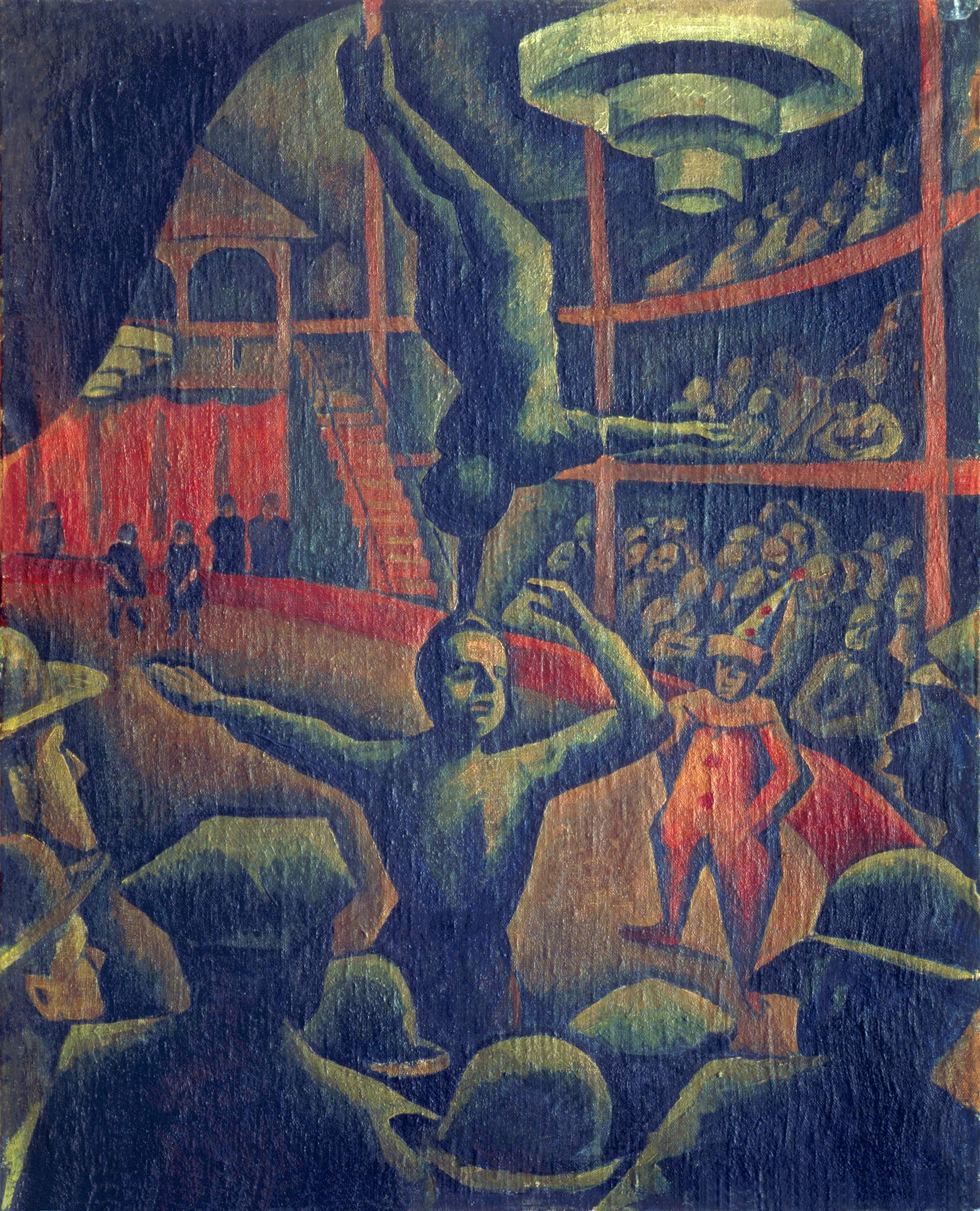
ボフミル・クビシュタ